# Posada de los Portales
La Posada de los Portales es un inmueble del municipio español de Tomelloso, en la provincia de Ciudad Real. Cuenta con el estatus de bien de interés cultural.

## Descripción
Su origen se remontaría al siglo XVII. Antigua casa de labor y posada y posterior centro cultural y sala de exposiciones, el edificio, que consta de unos característicos soportales y que está ubicado en el municipio ciudadrealeño de Tomelloso, fue declarado monumento histórico artístico de interés provincial el 1 de marzo de 1982, mediante una orden publicada el 3 de junio de ese mismo año en el Boletín Oficial del Estado.